# BM Altea
 For alternative betydninger, se Altea.
Balonmano Altea er en håndboldklub, der kommer fra Altea, Alicante, Spanien. Klubben spiller i rækken, der hedder 1ª Nacional.

## Historie
Klubben blev grundlagt i september 1974 og har hold i alle kategorier i spansk håndbold. Klubbens præsident siden sæsonen 1996/1997 er Paschal Moragues, der havde haft samme titel fra 1974/1975 til 1986/1987. Han var klubbens første præsident.
I sæsonen 1996/1997 rykkede klubbben op i Liga ASOBAL, ved at vinde nogle playoffkampe mod BM Barakaldo. I 1998/1999 rykkede holdet ned i División de Honor B, hvor de spillede en enkelt sæsonen, hvorefter de rykkede op igen året efter. Her spiller de fortsat i 2006/2007-sæsonen.
11. august 2007 blev holdet rykket ned i 1ª Nacional pga. finansielle problemer.

## Meritter
- EHF Cup
  - Semifinale:2002-03
  - Finaletaber: 2003-04
- Copa del Rey
  - Semifinale: 2001-02, 2002-03.
- Liga ASOBAL
  - 2000-01: 10
  - 2001-02: 5
  - 2002-03: 4
  - 2003-04: 6
  - 2004-05: 9
  - 2005-06: 14
  - 2006-07: 12

## Halinformation
- Navn: – Polideportivo Garganes
- By: – Altea
- Kapacitet: – 1.200 tilskuere
- Adresse: – C/ Partida Garganes, s/n